# Monarca d'Eiao
El monarca d'Eiao (Pomarea fluxa) és un ocell extint de la família dels monàrquids (Monarchidae).

## Hàbitat i distribució
Habitava l'illa d'Eiao, a les Marqueses.

## Taxonomia
Antany considerat una subespècie de Pomarea iphis. Actualment es considera una espècie de ple dret seguint Cibois et al. (2004).,